# 切爾尼亞廷 (伊凡諾-法蘭科夫斯克州)
參數所指定的目標頁面不存在，建議更正成存在頁面或直接建立下列一個頁面（建立前請先搜尋是否有合適的存在頁面可以取代）：
- 切爾尼亞廷

48°39′31″N 25°26′48″E / 48.65861°N 25.44667°E
切爾尼亞廷（羅馬化：Cherniatyn）是烏克蘭的村落，位於該國西部伊萬諾-弗蘭科夫斯克州，由科洛梅亚区負責管轄，始建於1453年，面積26.3平方公里，2001年人口3,185，人口密度每平方公里121人。